# آبراهام بی. ونبل
آبراهام بی. ونبل (به انگلیسی: Abraham B. Venable) سناتور سابق عضو حزب دموکرات-جمهوری‌خواه بود. وی در سال ۱۸۰۳ تا ۱۸۰۴ میلادی سناتور ایالت ویرجینیا در سنای ایالات متحده آمریکا بود.